# Második Kaj Leo Johannesen-kormány
A második Kaj Leo Johannesen-kormány Feröer kormánya volt 2011. november 14. és 2015. szeptember 15. között. Kaj Leo Johannesen (Sambandsflokkurin) volt a miniszterelnök; a minisztereket a Sambandsflokkurin, a Fólkaflokkurin, a Sjálvstýrisflokkurin és a Miðflokkurin adták. Többségi kormány volt, és 1985 óta az első tisztán jobboldali kabinet a szigeteken.
2013. szeptember 5-én Kári P. Højgaardot leváltották a belügyminiszteri posztról, melynek ellátását a miniszterelnök vette át. szeptember 13-án bejelentették, hogy a minisztériumot megszüntetik, és feladatkörét felosztják a többi tárca között. A Sjálvstýrisflokkurin vezetése szeptember 9-én bejelentette, hogy kilépnek a kormánykoalícióból.
A 2015-ös választások eredményeképpen megszűnt a kormány többsége a Løgtingben.

## Fordítás
- Ez a szócikk részben vagy egészben a Kaj Leo Johannesens andre regjering című norvég Wikipédia-szócikk ezen változatának fordításán alapul.  Az eredeti cikk szerkesztőit annak laptörténete sorolja fel. Ez a jelzés csupán a megfogalmazás eredetét és a szerzői jogokat jelzi, nem szolgál a cikkben szereplő információk forrásmegjelöléseként.